# Storie italiane
Storie italiane, precedentemente noto come Unomattina - Storie vere (dal 2011 al 2014) e come Storie vere (dal 2014 al 2017), è un programma televisivo italiano di genere talk show e rotocalco, spin-off di Unomattina, in onda su Rai 1 dal 12 settembre 2011.
Il programma è stato condotto da Georgia Luzi e Savino Zaba dal 12 settembre 2011 al 31 maggio 2013, per poi passare a Eleonora Daniele dal 9 settembre 2013.

## Il programma
Il programma, nelle sue prime tre stagioni, è incentrato sul racconto di tendenze sociali, nonché storie e problemi della gente comune. Gli argomenti vengono affrontati attraverso interviste in studio, servizi e interazione via web con i telespettatori.
A partire dalla stagione 2014-2015, il programma cambia formula e viene prevalentemente incentrato sulla cronaca nera, con il racconto in diretta dei fatti di cronaca italiani più rilevanti. Dal 2015 è stata istituita una postazione web per il fact checking e live tweeting, presidiata da Michele Bertocchi. Dal 2017 il programma cambia ulteriormente titolo in Storie italiane.

## Edizioni
| Edizione | Titolo                   | Periodo           | Periodo        | Conduttore       | Conduttore       |
| Edizione | Titolo                   | Inizio            | Fine           | Conduttore       | Conduttore       |
| -------- | ------------------------ | ----------------- | -------------- | ---------------- | ---------------- |
| 1ª       | Unomattina - Storie vere | 12 settembre 2011 | 1º giugno 2012 | Georgia Luzi     | Savino Zaba      |
| 2ª       | Unomattina - Storie vere | 10 settembre 2012 | 31 maggio 2013 | Georgia Luzi     | Savino Zaba      |
| 3ª       | Unomattina - Storie vere | 9 settembre 2013  | 30 maggio 2014 | Eleonora Daniele | Eleonora Daniele |
| 4ª       | Storie vere              | 8 settembre 2014  | 29 maggio 2015 | Eleonora Daniele | Eleonora Daniele |
| 5ª       | Storie vere              | 7 settembre 2015  | 27 maggio 2016 | Eleonora Daniele | Eleonora Daniele |
| 6ª       | Storie vere              | 5 settembre 2016  | 9 giugno 2017  | Eleonora Daniele | Eleonora Daniele |
| 7ª       | Storie italiane          | 11 settembre 2017 | 1º giugno 2018 | Eleonora Daniele | Eleonora Daniele |
| 8ª       | Storie italiane          | 10 settembre 2018 | 14 giugno 2019 | Eleonora Daniele | Eleonora Daniele |
| 9ª       | Storie italiane          | 9 settembre 2019  | 25 maggio 2020 | Eleonora Daniele | Eleonora Daniele |
| 10ª      | Storie italiane          | 7 settembre 2020  | 25 giugno 2021 | Eleonora Daniele | Eleonora Daniele |
| 11ª      | Storie italiane          | 14 settembre 2021 | 3 giugno 2022  | Eleonora Daniele | Eleonora Daniele |
| 12ª      | Storie italiane          | 12 settembre 2022 | 16 giugno 2023 | Eleonora Daniele | Eleonora Daniele |
| 13ª      | Storie italiane          | 11 settembre 2023 | 31 maggio 2024 | Eleonora Daniele | Eleonora Daniele |
| 14ª      | Storie italiane          | 9 settembre 2024  | 30 maggio 2025 | Eleonora Daniele | Eleonora Daniele |

## Sigla
Fino al 30 maggio 2014 la sigla era un riarrangiamento del brano Libertango di Astor Piazzolla, mentre a partire dall'8 settembre 2014 era una cover della canzone Storie di tutti i giorni di Riccardo Fogli, nella prima puntata della stagione 2015-2016 introdotta proprio dal cantante con degli amici. Dall'11 settembre 2017 è invece utilizzata la versione originale della canzone.

## Spin-off

### Il sabato italiano
Dal 23 settembre 2017 al 2 giugno 2018 il programma ha avuto uno spin-off in onda il sabato pomeriggio dalle ore 15:00 intitolato Il sabato italiano, maggiormente incentrato su interviste a personaggi del mondo dello spettacolo rispetto all'approfondimento di fatti d'attualità del programma originario.

### Storie di sera
Dal 20 febbraio 2023 il programma ha un secondo spin-off in onda il lunedì in seconda serata intitolato Storie di sera, giunto nell'aprile del 2025 alla sua quinta edizione.

## Editoria
Dall'esperienza ricavata dalla conduzione nel programma, nel maggio del 2015 Eleonora Daniele ha pubblicato il suo primo libro, intitolato Storie vere. Tra cronaca e romanzo, per il quale ha vinto la sezione "opera prima" del Premio Capalbio 2015.
- Elenora Daniele, Storie vere. Tra cronaca e romanzo, Rai Eri, 2015, ISBN 88-397-1637-8.